# Nelson López
Nelson Juan López (ur. 24 czerwca 1941 w Bell Ville, zm. 17 stycznia 1980) – argentyński piłkarz, grający podczas kariery na pozycji obrońcy.

## Kariera klubowa
Nelson López rozpoczął karierę w klubie River Plate w 1961. W 1962 występował w Rosario Central, po czym wyjechał do Brazylii do SC Internacional. Po powrocie do Argentyny przez pięć lat występował w CA Banfield. W latach 1969–1970 był zawodnikiem Huracánu Buenos Aires.
Ostatnim klubem w karierze Lópeza był San Lorenzo Mar del Plata, w którym zakończył karierę w 1972. Z San Lorenzo awansował argentyńskiej ekstraklasy w 1971. Ogółem w latach 1961–1972 w lidze argentyńskiej López rozegrał 166 meczów, w których zdobył 2 bramki.

## Kariera reprezentacyjna
W reprezentacji Argentyny López zadebiutował w 1967. W rok wcześniej został powołany na Mistrzostwa Świata. Na Mundialu w Anglii López był rezerwowym i nie wystąpił w żadnym meczu. Ogółem w reprezentacji wystąpił 8 razy.